# 沃內塔 (科羅拉多州)
沃內塔（英語：Wauneta）是位於美國科羅拉多州尤馬縣的一個非建制地區。該地的面積和人口皆未知。

## 地理
沃內塔的座標為40°17′35″N 102°15′17″W / 40.29306°N 102.25472°W，而該地的平均海拔高度為1135米（即3724英尺）。